# Nakajima LB-2
Nakajima LB-2 là một mẫu thử máy bay ném bom bộ tầm xa của Hải quân Đế quốc Nhật Bản.

## Tính năng kỹ chiến thuật
Dữ liệu lấy từ Japanese Aircraft 1910-1941.
Đặc điểm tổng quát
- Chiều dài: 19.33 m (63 ft 5 in)
- Sải cánh: 26.69 m (87 ft 6½ in)
- Chiều cao: 5.45 m (17 ft 10½ in)
- Diện tích cánh: 97.96 m2 (1,055 ft2)
- Trọng lượng rỗng: 5.750 kg (12.676 lb)
- Trọng lượng có tải: 9.630 kg (21.230 lb)
- Powerplant: 2 × Nakajima Hikari 2, 600 kW (800 hp) mỗi chiêc mỗi chiếc

Hiệu suất bay
- Vận tốc cực đại: 328 km/h (204 mph)
- Vận tốc hành trình: 242 km/h (150 mph)
- Tầm bay: 6.000 km (3.750 dặm)

Vũ khí trang bị
- 2 × súng máy Type 92 7,7 mm (.303 in)
- 800 kg (1.764 lb) bom